# Arnold Schwarzenegger
Arnold Alois Schwarzenegger (pronunție în română: [șvar-țăn-e-găr], în engleză: /ˈʃwɔrtsənɛɡər/, în germană: /ˈaɐnɔlt ˈalɔʏs ˈʃvaɐtsənˌʔɛɡɐ/, v. AFI; n. 30 iulie 1947, Thal⁠(d), Stiria, Austria) este un fost culturist și actor american originar din Austria, politician republican, care a servit ca cel de-al treizeci și optulea guvernator al statului California.
Schwarzenegger și-a câștigat faima ca actor hollywoodian în filme de acțiune. În zilele când era campion mondial de culturism a fost supranumit „stejarul austriac” și „Arnold cel Tare”. Supranumele „Arnie” l-a dobândit în timpul carierei de actor, iar mai recent a fost numit „the Governator” (combinarea cuvintelor governor și terminator, după filmele din seria de filme „Terminator”).
Arnold Schwarzenegger a fost ales la 7 octombrie 2003 guvernator al statului California într-un scrutin special, numit recall election ( 2003]]), menit să înlocuiască fostul guvernator al statului California, Gray Davis. Arnold Schwarzenegger și-a prestat jurământul ca guvernator la 17 noiembrie 2003, pentru a servi restul mandatului lui Gray Davis până la data de 8 ianuarie 2007. La 16 septembrie 2006 a anunțat că va candida din nou pentru un mandat complet în alegerile pentru funcția de guvernator, pe care, de altfel, le-a câștigat. În mai 2004 și 2007, Schwarzenegger a fost numit unul din cele 100 de persoane cele mai influente, pe acel an. Al doilea mandat s-a încheiat în 2010, el nemaifiind eligibil pentru un al treilea.
Schwarzenegger a fost căsătorit cu ziarista și scriitoarea Maria Shriver, cu care are patru copii. În 2011 s-a aflat că el mai are un copil, cu o fostă angajată, motiv pentru care soția sa a hotărât să se despartă de el și să ceară divorț.

## Copilăria și tinerețea
Schwarzenegger s-a născut în Thal, Austria, un sat mic în apropiere de capitala stiriană Graz, și a fost botezat Arnold Alois Schwarzenegger. Tatăl său, Gustav Schwarzenegger (1907–1972), a fost ofițer în poliția locală și mama, Aurelia Jadrny (1922–1998), casnică.
Conform celor relatate de Schwarzenegger, părinții erau severi: „Austria era o lume diferită în acei ani. Dacă făceam ceva rău sau nu ascultam de părinți, nuiaua știa de noi”. El a crescut într-o familie de romano-catolici credincioși, care asistau la serviciul religios în fiecare duminică.
Fiul preferat al lui Gustav Schwarzenegger era Meinhard, fratele mai mare al lui Arnold. Favoritismul tatălui era „dur și vulgar”, ce se trăgea de la bănuiala nefondată că Arnold nu ar fi fost copilul lui. Schwarzenegger a afirmat că tatăl său nu avea „răbdare să te asculte sau să-ți înțeleagă problemele... Era un perete, un perete adevărat”. Schwarzenegger avea o relație bună cu mama sa și a menținut-o până când ea s-a stins din viață. Mai târziu, Schwarzenegger a însărcinat Centrul Simon Wiesenthal să cerceteze rapoartele tatălui său din timpul războiului. Însă nu s-a descoperit vreo dovadă de participare la atrocități comise de SA ori alte structuri naziste, în pofida faptului că Schwarzenegger senior a fost membru în partidul național-socialist. La școală, Schwarzenegger a fost un elev mediocru, dar se evidenția prin caracterul „voios, bine-dispus și exuberant”.
Schwarzenegger a practicat multe sporturi, influențat în mare măsură de tatăl său. Și-a făcut rost de prima halteră în 1960, când antrenorul său de fotbal l-a dus cu echipa la o sală de forță locală. La vârsta de 14 ani, Schwarzenegger și-a ales drept carieră sportivă culturismul în detrimentul fotbalului. Schwarzenegger: „Am început să mă antrenez cu greutăți când aveam cincisprezece ani, dar participam deja ca sportiv, în fotbal, de patru ani. Cu toate că eram subțirel, eram bine dezvoltat, încât să-mi permit să încep să merg la sală și să ridic greutăți la nivel competițional”.
Cu toate acestea, biografia saitului său oficial susține: „La 14 ani, el a început un program de antrenament intens cu Kurt Marnul, la 15 să studieze psihologia (pentru a învăța mai multe despre puterea minții asupra corpului), iar la 17 ani și-a început cariera competițională”. În timpul unui discurs din 2001, Schwarzenegger a spus: „Planul mi-era format la vârsta de 14 ani. Tatăl meu voia să devin un ofițer de poliție, cum a fost el. Mama voia să merg să fac școală”. Schwarzenegger a început să meargă la o sală de forță în Graz, unde frecventa cinematograful local pentru a-i vedea pe marii culturiști, între care: Reg Park, Steve Reeves și înotătorul Johnny Weissmüller. „Am fost inspirat de oameni precum Reg Park și Steve Reeves”. Când Reeves a murit în 2000, Schwarzenegger își amintea cu drag: „Adolescent fiind, am crescut cu Steve Reeves. Realizările sale remarcabile mi-au permis să văd înțelesul a ceea ce era posibil, pe când alții din jurul meu nu-mi înțelegeau mereu visele... Steve Reeves a fost o parte din tot ceea ce am putut realiza până acum”. În 1961, Schwarzenegger l-a întâlnit pe fostul „Mr. Austria”, Kurt Marnul, care l-a invitat să se antreneze la sală în Graz. Era într-atât de dedicat culturismului, încât era cunoscut prin faptul că intra prin efracție în sala locală de forță la sfârșit de săptămână, când sala era de obicei închisă, ca să se poată antrena. „Nu mă simțeam bine dacă ratam un antrenament... Știam că nu voi putea să mă privesc în oglindă dimineața următoare dacă nu o făceam”.
În 1971, fratele său Meinhard a murit într-un accident rutier. Meinhard fusese beat și a murit instantaneu, iar Schwarzenegger nu a asistat la funeraliile lui. Meinhard era pe cale să se căsătorească cu Erika Knapp, iar cuplul a avut un copil de trei ani Patrick. Schwarzenegger i-a plătit nepotului Patrick școala și un trai în Statele Unite. Gustav a murit în anul următor în urma unui atac de cord. În filmul Pumping Iron, Schwarzenegger susține că nu a asistat la funeraliile tatălui său, deoarece se antrena pentru o competiție de culturism. Mai târziu, el și producătorul filmului au declarat că această istorie a fost luată de la un alt culturist cu scopul de a arăta extremele până la care unii sunt în stare să meargă pentru sportul practicat, dar și pentru a i se face intenționat lui Schwarzenegger o imagine mai rece, pentru a include în film un dram în plus de senzațional. La sfârșitul carierei sale competitive, Arnold a scris o serie de cărți. Cele mai populare dintre acestea sunt cărțile de culturism: „The New Encyclopedia of Bodybuilding”, „Bodybuilder Development” și „Gaining Mass for Men”. În 2023, noua carte a lui Arnold Schwarzenegger „Fii util. Șapte reguli pentru viață”.
A jucat în numeroase filme printre care se numără: Terminatorul, Terminatorul 2: Ziua Judecății, Terminatorul 3: Supremația Roboților, Goana după cadou etc.

## Maturitate

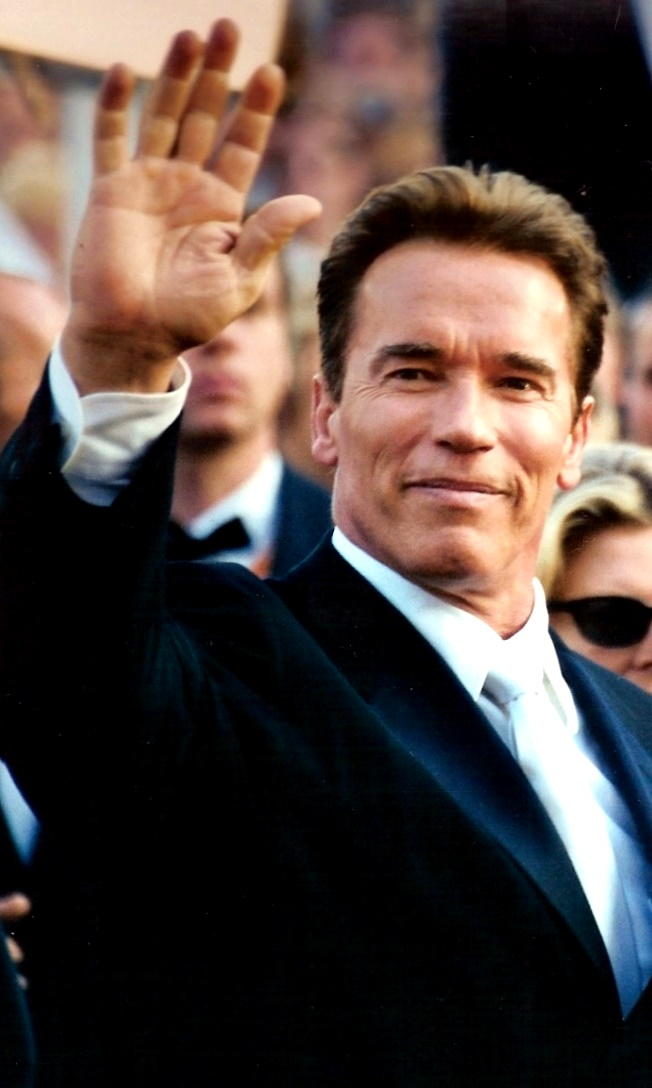
Arnold Schwarzenegger în 2003, la festivalul de la Cannes.

În 1965, Schwarzenegger și-a început stagiul militar obligatoriu în armata Austriei la vârsta de 18 ani împliniți. În același an a ocupat locul I în competiția Mr. Europa, la juniori. Dezertând pentru perioada antrenamentelor de la bază, ca să poată participa la competiții, Schwarzenegger a petrecut o săptămână în carceră: „Să particip la competiție însemna atât de mult pentru mine, încât nu m-am prea gândit la consecințe. Când am ajuns la Stuttgart, eram total confuz. Mi-am uitat rutina pentru pozare, a trebuit să împrumut un slip pentru a putea poza și, oricum, am câștigat!” 
Însă nu acesta a fost debutul lui Schwarzenegger în competiții. Debutul a avut loc cu doi ani mai devreme, la un concurs mai mic, ținut în Graz, la hotelul „Steirer Hof” (unde s-a clasat al doilea). 
Schwarzenegger a fost votat drept cel mai bine clădit bărbat al Europei, fapt ce l-a făcut faimos. „Titlul Mr. Universe mi-a fost biletul spre America – pământul tuturor oportunităților, unde puteam să devin un star și să mă îmbogățesc”. Schwarzenegger a făcut prima călătorie cu avionul în 1966, cu prilejul participării la competiția NABBA, Mr. Universe, în Londra. A luat locul doi în competiția Mr. Universe, cu o definiție musculară mai slabă decât aceea a câștigătorului titlului, americanul Chester Yorton. 

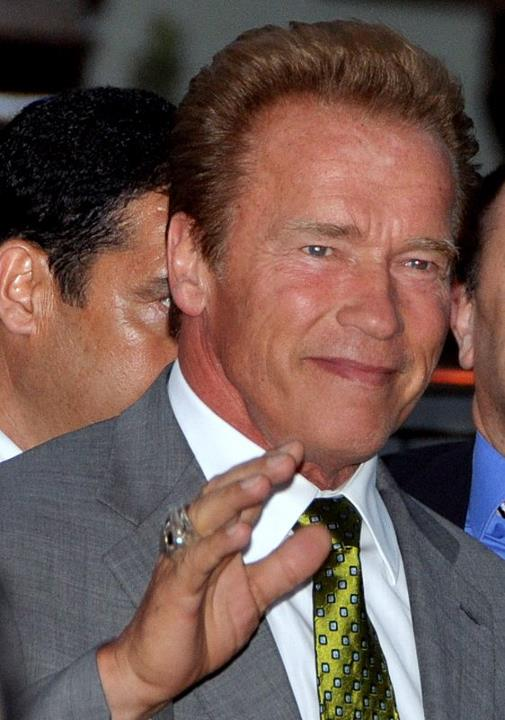
Arnold Schwarzenegger în 2012, la San Diego Comic-Con.

Charles "Wag" Bennett, unul din judecătorii competiției din 1966, a fost impresionat de Schwarzenegger și s-a oferit să-l antreneze. Cum Schwarzenegger avea puțini bani, Bennett l-a invitat să stea în casa în care el locuia cu familia sa, și așa aglomerată, care se afla deasupra uneia dintre cele două săli ale sale, în Forest Gate. Definirea musculară a coapselor și gambelor lui Yorton a fost judecată superior la concursul Mr. Universe din 1966, astfel încât Schwarzenegger a început să se antreneze asiduu asupra acestor părți, după un program conceput de Bennett. Stând în East End, Londra, Schwarzenegger a reușit să-și îmbunătățească engleza. Cu antrenamentele plătite integral, în 1967 Schwarzenegger câștigă titlul pentru întâia oară, devenind astfel cel mai tânăr Mr. Universe din istoria culturismului, la vârsta de doar 20 ani. El va continua să câștige acest titlu patru ani la rând. Apoi Schwarzenegger s-a întors înapoi în München, antrenându-se între patru și șase ore zilnic, asistând la afacerile școlii și lucrând într-un club de sănătate (sala de forță a lui Rolf Putzinger, unde el a lucrat și s-a antrenat între anii 1966-1968), întorcându-se în 1968 în Londra pentru a câștiga următorul său titlu Mr. Universe. Adesea îi spunea lui Roger C. Field, un prieten de-al său din München la acea vreme: „Am să devin cel mai mare actor!”

## Filmografie
| An   | Film                               | Rol                                     | Regizor                                 | Note                         |
| ---- | ---------------------------------- | --------------------------------------- | --------------------------------------- | ---------------------------- |
| 1970 | Hercule la New York                | Hercule                                 | Arthur Allan Seidelman                  | Creditat ca Arnold Strong    |
| 1973 | Marea despărțire                   | Omul cu glugă în biroul lui Augustine   | Robert Altman                           |                              |
| 1974 | Happy Anniversary and Goodbye      | Rico                                    | Jack Donohue                            |                              |
| 1976 | Moștenitorul din Alabama           | Joe Santo                               | Bob Rafelson                            |                              |
| 1977 | Forme de oțel                      | Propriul rol                            | George Butler/Robert Fiore              |                              |
| 1979 | Cactus Jack                        | Străinul arătos                         | Hal Needham                             |                              |
| 1979 | Goana după avere                   | Lars                                    | Michael Schultz                         |                              |
| 1982 | Conan Barbarul                     | Conan Barbarul                          | John Milius                             |                              |
| 1984 | Conan Distrugătorul                | Conan Distrugătorul                     | Richard Fleischer                       |                              |
| 1984 | Terminatorul                       | Terminatorul (T-800 Model 101)          | James Cameron                           |                              |
| 1985 | Red Sonja                          | Kalidor                                 | Richard Fleischer                       |                              |
| 1985 | Commando                           | John Matrix                             | Mark L. Lester                          |                              |
| 1986 | Misiune periculoasă                | Mark Kaminsky, aka Joseph P. Brenner    | John Irvin                              |                              |
| 1987 | Predator                           | Maior Alan 'Dutch' Schaeffer            | John McTiernan                          |                              |
| 1987 | Justiția viitorului                | Ben Richards                            | Paul Michael Glaser                     |                              |
| 1988 | Febra roșie                        | Căpitan Ivan Danko                      | Walter Hill                             |                              |
| 1988 | Twins                              | Julius Benedict                         | Ivan Reitman                            |                              |
| 1988 | Total Rebuild                      | Propriul rol                            | Andrew Lesnie                           |                              |
| 1990 | Total Recall                       | Douglas Quaid/Hauser                    | Paul Verhoeven                          |                              |
| 1990 | Kindergarten Cop                   | Detectiv John Kimble                    | Ivan Reitman                            |                              |
| 1991 | Terminator 2: Judgment Day         | Terminatorul (T-800 Model 101)          | James Cameron                           |                              |
| 1992 | Christmas in Connecticut           | Omul pe fotoliu în fața la Media Truck  | Arnold Schwarzenegger                   | Inclusiv regizor             |
| 1992 | Feed                               | Rol propriu                             | Kevin Rafferty/James Ridgeway           | Scurtă apariție              |
| 1993 | Dave - președinte pentru o zi      | Rol propriu                             | Ivan Reitman                            | Scurtă apariție              |
| 1993 | Last Action Hero                   | Jack Slater/Rol propriu                 | John McTiernan                          | Inclusiv producător executiv |
| 1994 | Junior                             | Dr. Alex Hesse                          | Ivan Reitman                            |                              |
| 1994 | Minciuni adevărate                 | Harry Tasker                            | James Cameron                           |                              |
| 1994 | Beretta's Island                   | Rol propriu                             | Michael Preece                          |                              |
| 1996 | Jingle All the Way                 | Howard Langston                         | Brian Levant                            |                              |
| 1996 | Eraser                             | Șeful poliției John 'The Eraser' Kruger | Chuck Russell                           |                              |
| 1996 | T2 3-D: Battle Across Time         | Terminatorul                            | John Bruno, James Cameron, Stan Winston |                              |
| 1997 | Batman and Robin                   | Mr. Freeze                              | Joel Schumacher                         |                              |
| 1999 | End of Days                        | Jericho Cane                            | Peter Hyams                             |                              |
| 2000 | The 6th Day                        | Adam Gibson/Clona lui Adam Gibson       | Roger Spottiswoode                      | Inclusiv producător          |
| 2001 | Dr. Dolittle 2                     | Lupul cel alb                           | Steve Carr                              | Voce; necreditat             |
| 2002 | Collateral Damage                  | Gordy Brewer                            | Andrew Davis                            |                              |
| 2003 | Terminator 3: Rise of the Machines | T-850                                   | Jonathan Mostow                         |                              |
| 2003 | The Rundown                        | Patronul barului                        | Peter Berg                              | Scurtă apariție; necreditat  |
| 2004 | Around the World in 80 Days        | Prințul Hapi                            | Frank Coraci                            |                              |
| 2005 | The Kid & I                        | Rol propriu                             | Penelope Spheeris                       | Scurtă apariție              |
| 2006 | Cars                               | Sven                                    | John Lasseter                           | Voce; necreditat             |
| 2009 | Terminator Salvation               | Terminator (T-800 Model 101)            | McG                                     | CGI doar chipul              |
| 2010 | The Expendables                    | Trench                                  | Sylvester Stallone                      | Scurtă apariție              |
| 2012 | The Expendables 2                  | Trench                                  | Simon West                              |                              |
| 2013 | The Last Stand                     | Șerif Ray Owens                         | Kim Ji-woon                             |                              |
| 2013 | Escape Plan                        | Rottmayer                               | Mikael Håfström                         |                              |
| 2014 | Sabotage                           | John 'Breacher' Wharton                 | David Ayer                              |                              |
| 2015 | Maggie                             | Wade Vogel                              | Henry Hobson                            |                              |
| 2015 | Terminator Genisys                 | Gardianul                               | Alan Taylor                             |                              |

### Conducere
- Office of Governor Arnold Schwarzenegger
- Complete text and audio of Governor Schwarzenegger's Speech to the United Nations on Global Climate Change AmericanRhetoric.com, 24 septembrie 2007
- Complete text, audio, video of Governor Schwarzenegger's 2004 Republican National Convention Address AmericanRhetoric.com
- Archive of Correspondence pertaining to Governor Schwarzenegger and same-sex marriage AB 43 Project

### Interviuri
- Interview in Oui magazine, August 1977 at thesmokinggun.com
- Excerpts from Time Out (London) interview, 1977 Arhivat în 17 decembrie 2012, la Archive.is at time.com
- Schwarzenegger Interview on The Hour with George Stroumboulopoulos